# رشته‌کوه کونگین
رشته‌کوه کونگین (روسی: Конгинский хребет) یک رشته‌کوه در استان ماگادان کشور روسیه است.